# Dawit Seyaum
Dawit Seyaum Biratu (27 luglio 1996) è una mezzofondista etiope.

## Palmarès
| Anno | Manifestazione      | Sede           | Evento       | Risultato | Prestazione | Note |
| ---- | ------------------- | -------------- | ------------ | --------- | ----------- | ---- |
| 2013 | Mondiali U18        | Donec'k        | 1500 m piani | Argento   | 4'15"51     |      |
| 2014 | Mondiali U20        | Eugene         | 1500 m piani | Oro       | 4'09"86     |      |
| 2014 | Campionati africani | Marrakech      | 1500 m piani | Argento   | 4'10"92     |      |
| 2015 | Mondiali            | Pechino        | 1500 m piani | 4ª        | 4'10"26     |      |
| 2015 | Giochi panafricani  | Brazzaville    | 1500 m piani | Oro       | 4'16"69     |      |
| 2016 | Mondiali indoor     | Portland       | 1500 m piani | Argento   | 4'05"30     |      |
| 2016 | Giochi olimpici     | Rio de Janeiro | 1500 m piani | 8ª        | 4'13"14     |      |
| 2018 | Mondiali indoor     | Birmingham     | 1500 m piani | Batteria  | 4'10"20     |      |
| 2022 | Mondiali indoor     | Belgrado       | 3000 m piani | 5ª        | 8'44"55     |      |
| 2022 | Mondiali            | Eugene         | 5000 m piani | Bronzo    | 14'47"36    |      |

## Campionati nazionali
2013
- Oro ai campionati etiopi juniores, 1500 m piani - 4'23"10

2018
- Bronzo ai campionati etiopi, 1500 m piani - 4'16"3

2022
- Argento ai campionati etiopi, 1500 m piani - 4'11"1

## Altre competizioni internazionali
2016
- Argento al Prefontaine Classic ( Eugene), 1500 m piani - 3'58"10
- Bronzo allo Shanghai Golden Grand Prix ( Shanghai), 1500 m piani - 3'59"87

2017
- Argento allo Shanghai Golden Grand Prix ( Shanghai), 1500 m piani - 4'00"52

2021
- Oro alla BOclassic ( Bolzano), 5 km - 15'22"

2022
- Oro ai Bislett Games ( Oslo), 5000 m piani - 14'25"84
- Oro al British Grand Prix ( Birmingham), 5000 m piani - 14'47"55
- Oro al Campaccio ( San Giorgio su Legnano) - 18'48"
- Oro alla BOclassic ( Bolzano), 5 km - 15'33"